# Gustavo Giovannoni

Kirche SS. Angeli Custodi in Rom (Monte Sacro, ehemals Città Giardino Aniene), 1922–1925

Gustavo Giovannoni (* 1. Januar 1873 in Rom; † 15. Juli 1947 ebenda) war ein italienischer Architekt, Bauhistoriker und Denkmalpfleger. Als Hochschullehrer, Architekturhistoriker und -kritiker zählte er zu den einflussreichsten Persönlichkeiten seiner Zeit auf dem Gebiet der Architektur.

## Leben
Seit 1899 lehrte er an der Scuola di Applicazione per gli Ingegneri in Rom, zunächst als Assistent, seit 1912 als Dozent, seit 1914 als außerordentlicher Professor. 1919, mit der Gründung der Scuola di Architettura di Roma, ordentlicher Professor für Denkmalpflege und leitete von 1927 bis 1935 die Scuola, die 1931 unter dem Namen Facoltà di Architectura an der Universität La Sapienza zur ersten Fakultät für Architektur in Italien wurde.
1921 gründete er gemeinsam mit Marcello Piacentini die Zeitschrift Architettura e Arti decorative.
Die von Giovannoni 1913 formulierte Idee des „ambientismo“ stand im Dienste einer behutsamen Stadtentwicklung und war in erster Linie gegen den Futurismus gerichtet, der die historisch gewachsenen Strukturen zu zerstören trachtete. Architektur und Städtebau wurden im „ambientismo“ in eine historische und geographische Kontinuität gestellt.
1934 wurde er Mitglied der Académie royale des Sciences, des Lettres et des Beaux-Arts de Belgique (Classe des Beaux-Arts).

## Bauwerke (Auswahl)
- Brauerei Peroni, Rom, 1908–1912
- Quartiere della Garbatella (Städtebau), Rom, 1920
- Città Giardino Aniene (Städtebau), Rom, 1920
- Sacro Cuore, Salerno, 1922–23 (nicht realisiert)
- SS. Angeli Custodi, Rom, 1922–24
- San Giovanni, Formia, 1933–53 (von Giuseppe Zander realisiert)

## Schriften (Auswahl)
- Luigi Monzo: Ricordo dell’antico. Gustavo Giovannoni e la chiesa dei Santi Angeli Custodi a Roma. In: Giuseppe Bonaccorso und Francesco Moschini (Hg.): Gustavo Giovannoni e l'architetto integrale. Atti del convegno internazionale. Rom 2019, S. 339–344.
- La sala termale della villa liciniana e le cupole Romane, in: Annali della Società degli Ingegneri e degli Architetti Italiani 19, 1904, S. 165–201.
- La tecnica della costruzione presso i romani, Rom 1925.